# Imke Brügger
Imke Brügger bürgerlich Imke Schaefer (* 25. Mai 1967 in Hannover) ist eine deutsche Schauspielerin.

## Leben
Imke Brügger machte Abitur in Hannover und studierte anschließend von 1986 bis 1988 Biologie und Französisch an der Universität Hannover. Im Jahr 1992 beendete sie ihre Ausbildung am Tanztheater der Folkwang Hochschule in Essen, die sie mit der Bühnenreife-Prüfung abschloss.
Später spielte sie in Theater- und Musicalproduktionen wie Ghetto (Essen und Bremen, 1992), Kiss Me, Kate (Recklinghausen, 1992 und 1995/1996), Hair (Bad Hersfeld, 1993), Cyrano (Bad Hersfeld, 1994), Voll pervers (Tournee mit Tom Gerhardt, 1996), Cabaret (1996/1997) und Bullets over Broadway (Düsseldorf, 1997).
Vom 24. Juli 1997 bis zum 31. August 2012 verkörperte Brügger die Rolle der Rebecca Mattern in Unter uns auf RTL. In Alles was zählt hatte sie einen Gastauftritt als Richterin. Außerdem wirkte sie auch in dem Spielfilm Ballermann 6 mit. Imke Brügger lebt in Köln und Naples, ist verheiratet und hat zwei Schwestern.

## Filmografie
- 1997: Ballermann 6
- 1997–2012: Unter Uns (Fernsehserie)
- 1999: Moll (Kurzfilm)
- 2001: Hinter Gittern – Der Frauenknast (Fernsehserie, 1 Folge)
- 2001: Die Wache (Fernsehserie, 1 Folge)
- 2002: SK Kölsch (Fernsehserie, 1 Folge)
- 2002: Feuer, Eis & Dosenbier
- 2003: Worst Case – Ein Tag in der Werbung (Kurzfilm)
- 2003–2004: Die Anrheiner (Fernsehserie)
- 2009: Bloodbound
- 2012: Alles was zählt (Fernsehserie)
- 2012: SOKO Köln (Fernsehserie, 1 Folge)